# بوذية شرق آسيا

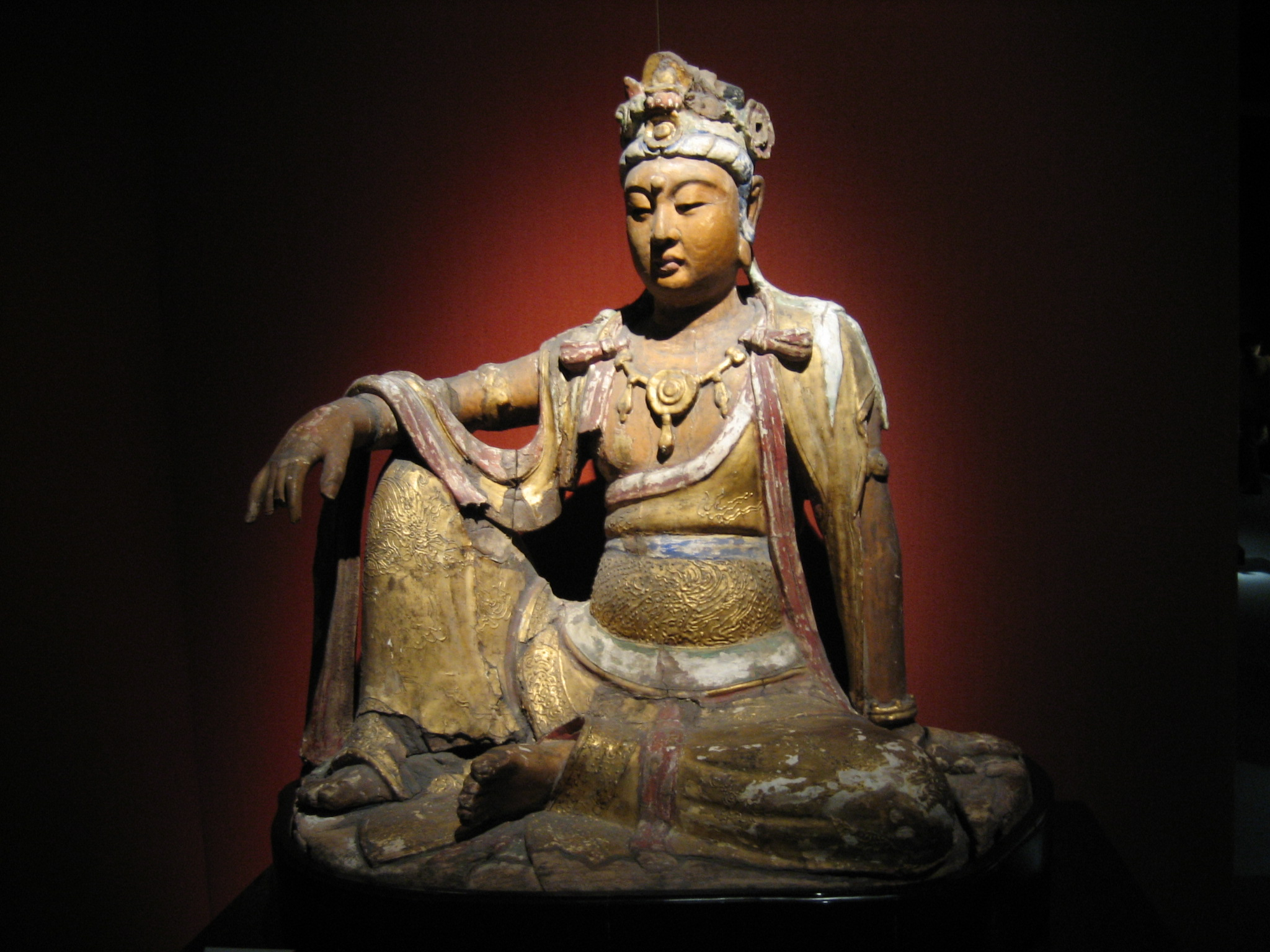

بوذية شرق آسيا أو ماهايانية شرق آسيا مصطلحٌ جامع للمدارس البوذية الماهايانية التي تطورت في شرق آسيا وجنوب شرق آسيا واتبعت القانون البوذي الصيني. يشمل هذا الأشكال المتنوعة للبوذية الصينية والبوذية اليابانية والبوذية الكورية في شرق آسيا، وكذلك البوذية الفيتنامية في جنوب شرق آسيا. وهذا الدين له وجود مهم في سنغافورة وماليزيا، إلى جانب أنه من أكبر الأديان في المناطق الأربع المذكورة. يؤلّف البوذيون الآسيويون الشرقيون أكبر نسبة بين التقاليد البوذية الأخرى في العالم، إذ يشكلون أكثر من نصف بوذيي العالم.
كل الأشكال الآسيوية الشرقية للبوذية مشتقة من المدارس البوذية المصبوغة بصبغة صينية التي تطورت بين حكم سلالة هان (عندما دخلت البوذية أول مرة من آسيا الوسطى) وحكم سلالة سونغ، ومن ثم فهي متأثرة بالحضارة والفلسفة الصينية. من أكثر التقاليد نفوذًا: بوذية التشان أو الزن، وبوذية الأرض الطاهرة، والهوايان، والتيانتاي، والبوذية الباطنية الصينية. طورت هذه المدارس تفسيرات آسيوية فريدة جديدة للنصوص البوذية وركزت على دراسة سوترات الماهايانا. يقول بول ويليامز إن هذا التركيز على دراسة السوترات يعارض موقف البوذيين التبتيين الذين يرون أن السوترات صعبة جدًّا ما لم تدرس من خلال دراسة الرسائل الفلسفية (الشسترات).
بدأت ترجمة النصوص القانونية الصينية في القرن الثاني واستمرت المجموعة في تطورها على مدى ألف عام، ونُشرت أول نسخة منه مطبوعةً على ألواح خشبية عام 983. أما النسخة النظامية المعتمدة حديثًا فهي التايشو تريبيتاكا، التي أنتجت في اليابان بين عام 1924 وعام 1932.
إلى جانب أن أشكال البوذية الآسيوية الشرقية تشترك في قانون للكتب المقدسة، فإنها أيضًا تتبنى القيم والتقاليد الشرقية الآسيوية التي لم تكن بارزة في البوذية الهندية، منها مثلًا تعظيم السلف الصيني، والمذهب الكونفوشيوسي في بر الوالدين.
يتبع الرهبان البوذيون الآسيويون الشرقيون بالعموم النظام الرهباني المعروف باسم الدارماغوبتاكا فينايا. إلا بعض المدارس في البوذية اليابانية حيث يتزوج أحيانًا رجال الدين البوذيون، ولا يتبعون النظام الرهباني التقليدي أو الفينايا. تطور هذا الأمر خلال استعادة ميجي، عندما شنت حملة واسعة في اليابان كله ضد البوذية، فأجبرت بعض الفِرق البوذية اليابانية على تغيير شعائرها.

## البوذية في الصين
تعرَف البوذية في الصين بتفاعلاتها المعقدة مع التراثات الدينية الصينية الأهلية، الطاوية والكونفوشيوسية، وبأنها اختلفت بين فترات الدعم المؤسساتي والاضطهاد من الحكومات والسلالات الحاكمة. دخلت البوذية إلى الصين في حكم سلالة هان من خلال طريق الحرير والطرق التجارية البحرية مع الهند وسواحل جنوب شرق آسيا. أثرت البوذية الصينية تأثيرًا شديدًا في تطور البوذية في البلدان الآسيوية الشرقية الأخرى، وكان القانون البوذي الصيني هو الذي يحدد النصوص الدينية الرئيسة للبلدان الأخرى في المنطقة.
تأثرت البوذية الصينية القديمة بالمترجمين من آسيا الوسطى الذين بدؤوا ترجمة أعداد كبير من التريبيتاكا والنصوص التفسيرية من الهند وآسيا الوسطى إلى الصينية. أدت الجهود الأولى لتنظيم هذه النصوص وتفسيرها إلى نشوء المدارس الصينية البوذية الأولى مثل الهوايان والتايانتاي. في القرن الخامس، بدأت تظهر مدرسة التشان، حتى أصبحت أكبر المدارس نفوذًا في شرق آسيا وانتشرت في المنطقة كلها. وشهدت القرون التالية ظهور البوذية الباطنية وانتشارها.
في العصر الحديث، صار عدد البوذيين في الصين يفوق أعدادهم في أي بلد آخر. نشرت الجاليات الصينية الكبيرة في آسيا وأوروبا والأمريكتين البوذية الصينية خارج آسيا. بعد أن اضطهد الحكم الشيوعيي البوذية أول حكمه، بدأت البوذية عملية إحياء وتطوير في السبعينيات تحت سيطرة الحكومة، لتكون وسيلة لتطوير العلاقات والنفوذ خارج الصين، ولو أن الصراعات مع الحركات الدينية غير المرخصة مثل الفالون غونغ، والهويات العرقية الأقلية مثل التبتيين، مستمرة.